# إدارة أرخبيل سان أندريس
إدارة أرخبيل سان أندريس واحدة من 32 إدارة في كولومبيا، تتألف من مجموعتين من الجزر على بعد 775 كم شمال غرب البر الرئيسي من كولومبيا، وثمانية شواطئ نائية وشعاب مرجانية. وتسمى أكبر جزيرة في الأرخبيل سان أندريس وعاصمتها سان أندريس.